# Tovaca-campainha
Tordo-formigueiro-de-cauda-curta ou tovaca-campainha (nome científico: Chamaeza campanisona) é uma ave da família dos formicariídeos que habita parte de América do Sul. Também são conhecidas pelos nomes de tobaca e tovaca. Nidifica em ocos de árvores.

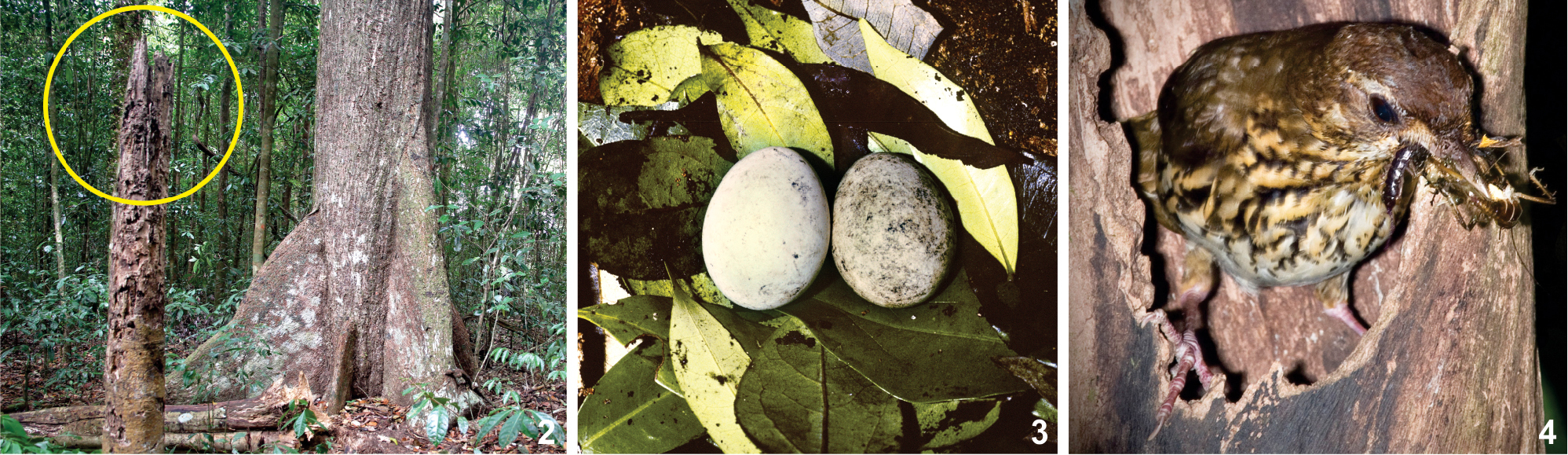
Localização do ninho, ovos no fundo da cavidade e adulto carregando uma grande quantidade de artrópodes na entrada do ninho.